# Christof Ressi
Christof Ressi (* 1989 in Villach) ist ein österreichischer Komponist, Arrangeur und Softwareentwickler.

## Leben
Er studierte klassische Komposition und Jazzkomposition sowie Computermusik. Zwischen 1995 und 2006 besuchte Ressi die Musikschule Hermagor. Er lernte Violoncello, Klavier und elektrische Gitarre. An der Universität für Musik und darstellende Kunst Graz studierte er ab 2008 klassische Komposition unter Gerd Kühr. Außerdem begann er ein Studium der Jazzkomposition unter Edward Partyka, das er 2016 abschloss. Im Zuge eines Erasmus-Aufenthalts verbrachte er 2013 ein Semester an der Musik-Hochschule Luzern. Seit 2019 arbeitet er an der Anton Bruckner Privatuniversität in Linz an seinem Doktorat mit dem Titel: Offene Form in Computerspielumgebungen für audiovisuelle Kunstwerke. Christof Ressi lebt und arbeitet in Graz.

## Werk
Die künstlerischen Arbeiten von Christof Ressi setzen sich aus unterschiedlichen Musikgenres wie New Music, Jazz, experimentelle, elektronische Musik und audiovisuelle Musik zusammen. Ressi komponiert für Theater- und Tanzproduktionen, schreibt aber auch für Film und Fernsehen. Mit dem ungarischen Klarinettisten Szilárd Benes betreibt er ein Projekt, bei dem sie Neue Musik mit multimedialer Medienkunst verbinden. Ihre Arbeiten waren bisher u. a. beim Elevate Festival in Graz zu sehen. Außerdem entwickelt Ressi Computerprogramme und programmiert elektronische Live-Sets, die spontane Manipulationen von Ton und Video ermöglichen.

## Preise
- „Jugend komponiert“ – Austrian Composers Association: 1. Platz (2008)[6]
- Musikförderungspreis der Stadt Graz (2016)[7]
- Student Award for Excellence in the Application of New Technologies in Sound Art and Sound Design (2017)[8]
- Soziale & Kulturelle Einrichtungen der austro mechana – SKE Fonds: Publicity-Preis (2018)[9]
- Amt der Steirischen Landesregierung: Johann-Joseph-Fux-Preis (2021)[10]
- Theodor-Körner-Preis (2023)